# Ryszard Kalbarczyk
Ryszard Kalbarczyk (ur. 15 sierpnia 1945 w Dęblinie, zm. 22 stycznia 2001) – polski polityk, nauczyciel, poseł na Sejm II kadencji.

## Życiorys
W 1976 ukończył studia na Wydziale Nauczycielskim Akademii Wychowania Fizycznego w Warszawie. Pracował jako nauczyciel w szkołach w Lubartowie. Przez wiele lat działał w Ochotniczych Strażach Pożarnych (m.in. jako członek zarządu wojewódzkiego). Był także wiceprezesem klubu sportowego Lewart Lubartów, członkiem zarządu wojewódzkiego Związku Nauczycielstwa Polskiego i sekretarzem zarządu wojewódzkiego Polskiego Stronnictwa Ludowego w Lublinie. Sprawował mandat posła II kadencji wybranym z listy PSL w okręgu lubelskim. Bez powodzenia w 1997 z list PSL ubiegał się o reelekcję, a w 1998 kandydował do sejmiku województwa lubelskiego.
Pochowany na cmentarzu parafialnym w Lubartowie. Na jego cześć zorganizowano coroczne zawody sportowe w Lubartowie pod nazwą „Memoriał Ryszarda Kalbarczyka”.

## Odznaczenia
- Krzyż Kawalerski Orderu Odrodzenia Polski (1999)[4]
- Złoty Krzyż Zasługi
- Złoty Medal „Za Zasługi dla Pożarnictwa”